# Когнитивная поэтика
Когнитивная поэтика — направление литературной критики, которое применяет принципы когнитивной науки, в частности когнитивной психологии, к интерпретации литературных текстов. Связано с рецептивной эстетикой, а также стилистикой, применение которой в литературоведческих исследованиях является наиболее популярным в трудах учёных континентальной Европы. Как и «Новая критика», когнитивная поэтика занимается тщательным анализом текста, но при этом признаёт, что контекст играет важную роль в формировании смысла текста.
Когнитивная поэтика представляет собой одновременно и обращение к старинным методикам, таким как риторика, и принципам современной когнитивной лингвистики.
В число проблем, затрагиваемых когнитивной поэтикой, входят дейксис, текстовая теория мира (ощущение погружения в тексты), схемы, сценарии и их роль в чтении, внимание, выдвижение на первый план и жанр.
Одним из главных методов анализа в когнитивной поэтике является когнитивная метафора- идея, впервые использованная в работах Джорджа Лакоффа, как инструмент для изучения текстов. Вместо того, чтобы рассматривать метафоры как декоративные фигуры речи, когнитивная поэтика исследует, как концептуальные основы таких метафор взаимодействуют с текстом в целом.
Среди наиболее известных исследователей в области когнитивной поэтики — Реувен Цур, которому приписывают авторство самого термина, Рональд Лангакер, Марк Тёрнер и Питер Стокуэлл. Хотя «точное и конкретное» определение термина «поэтика» Цура было связано с его теорией «поэзии и восприятия», оно стало более широко применяться к любой «теории» или «системе» произведений (например, греческий poiesis) литературы любого жанра.
Тексты из народных устных поэтических традиций с применением методов анализа когнитивной поэтики, а первую очередь, фреймов и сценариев, были изучены С. Ю. Гинцбург. Сравнительный анализ четверостиший из Северного Марокко и Страны Басков показал, что в основе спонтанного поэтического творчества представителей обеих традиций лежит механизм задействования фрейма и возможных сценариев, которые активирует данный фрейм.